# Blackout (album Kartky’ego)
Blackout – szósty album polskiego rapera Kartky’ego. Album wydano 20 kwietnia 2018 roku przez wydawnictwo QueQuality należącej do Quebonafide.

## Lista utworów
Promocja albumu rozpoczęła się od wydania singla "Blackout" 4 marca 2018 roku na serwisie YouTube na kanale wydawnictwa QueQuality. W kolejnych tygodniach zostały wydane single "Rewind" oraz "niemanieba". Cały album został wydany 20 kwietnia 2018 roku.
| Nr  | Tytuł utworu                   | Tekst  | Muzyka | Długość |
| --- | ------------------------------ | ------ | ------ | ------- |
| 1.  | „niemanieba”                   | Kartky | NoTime | 3:18    |
| 2.  | „Horcrux Seeker”               | Kartky | NoTime | 3:28    |
| 3.  | „Aard”                         | Kartky | NoTime | 5:18    |
| 4.  | „Blackout”                     | Kartky | NoTime | 4:35    |
| 5.  | „Ellie”                        | Kartky | NoTime | 4:04    |
| 6.  | „Mój kolega diler”             | Kartky | NoTime | 4:04    |
| 7.  | „Lunatycy”                     | Kartky | NoTime | 3:17    |
| 8.  | „The End Of The F***ing World” | Kartky | NoTime | 3:02    |
| 9.  | „New Toronto”                  | Kartky | NoTime | 6:05    |
| 10. | „Laura Palmer”                 | Kartky | NoTime | 6:33    |
| 11. | „Rewind”                       | Kartky | NoTime | 3:29    |
| 12. | „Silent Hill”                  | Kartky | NoTime | 4:34    |

## Pozycja na liście sprzedaży

### Pozycje w notowaniach OLiS
OLiS jest ogólnopolskim notowaniem, tworzonym przez agencję TNS Polska na podstawie sprzedaży albumów muzycznych na nośnikach fizycznych (nie uwzględnia zatem informacji o pobraniach w formacie digital download czy odtworzeniach w serwisach streamingowych).
| Tydzień | 1     | 2     | 3     | 5     |
| ------- | ----- | ----- | ----- | ----- |
| Pozycja | 8     | 10    | 23    | 47    |
| Źródło  | [ 1 ] | [ 2 ] | [ 3 ] | [ 4 ] |